# عزیز رویش
عزیزالله رویش (زاده ۲۴ عقرب/آبان ۱۳۴۸، کابل) یک معلم، نویسنده، فعال سیاسی و اجتماعی اهل افغانستان است.

## زندگی و سرگذشت
عزیزالله رویش متولّدِ ۲۴ عقرب ۱۳۴۸ از منطقه فاضل‌بیگ، کابل است. در شش سالگی وارد مکتب قلعهٔ کاشف در دو راهی پغمان شد و در ۱۰ سالگی با خانواده به غزنی رفت و در سال بعد در سن ۱۱ سالگی به تنهایی به پاکستان مهاجرت کرد و در اردوگاه‌های آنجا و در کارهای نانوایی، خیاطی سپری کرد. در سن ۱۶ سالگی هنگام خروج نیروهای شوروی دوباره به غزنی بازگشت و همراه با دوستانش ۵ مکتب در ولایت غزنی تأسیس داشت و هزاران نفر را در آن سال‌ها آموزش دادند. با آمدن طالبان رویش دوباره به پاکستان بازگشت و در ایالت راولپندی پاکستان زندگی می‌کرد. در آنجا همراه با چند تن مکتب ابتدائی افشار را در سال ۱۳۷۳ تأسیس کرد و به عنوان معلم مشغول به فعالیت شد. در سال ۱۳۷۶ این مکتب به لیسه معرفت تغییر کاربرد یافت. پس از سقوط طالبان این لیسه با حفظ یک شعبه در راولپندی به دشت برچی کابل انتقال یافت.

## بهترین معلم جهان
در سال ۱۳۹۳ عزیز رویش از طرف بنیاد بریتانیایی وارکی جمز نامزد دریافت جایزه بهترین معلم سال شد و توانست در جزء ده معلم برتر و نفر دوم این دوره قرار بگیرد.

## انتخابات مجلس ۱۳۹۷
عزیز رویش در انتخابات مجلس ۱۳۹۷ از طرف مردم کابل خود را نامزد حضور در پارلمان هفدهم کرد اما نتوانست به پارلمان راه یابد.

## آثار

### کتاب بگذار نفس بکشم
کتاب بگذار نفس بکشم اثر عزیز رویش در خصوص سه دهه جنگ‌های داخلی در افغانستان بود که جنجال زیادی به پا کرد. در این کتاب اشتباهات رهبران جهادی در دوره جنگ‌های داخلی را یادآور شده و آنها را مسئول نابودی و کشتار مردم دانسته‌است.
عزیز الله رویش دربارهٔ این کتاب گفته بود:
«این کتاب روایت زندگی من است، به عنوان یک موجود زنده. از کودتای هفتم ثور در سال ۱۳۵۷ تا حالا آنچه اتفاق افتاده در کتاب گنجانده شده‌است.»

## جوایز
- Yale World Fellows Program, 2010
- National Endowment for Democracy (NED), 2011